# Rakkur
Rakkur är en sjö i Arvidsjaurs kommun i Lappland och ingår i Piteälvens huvudavrinningsområde. Sjön har en area på 1,32 kvadratkilometer och ligger 387 meter över havet. Sjön avvattnas av vattendraget Abmoälven.

## Delavrinningsområde
Rakkur ingår i det delavrinningsområde (731124-164572) som SMHI kallar för Utloppet av Rakkur. Medelhöjden är 429 meter över havet och ytan är 11,05 kvadratkilometer. Räknas de 5 avrinningsområdena uppströms in blir den ackumulerade arean 64,42 kvadratkilometer. Abmoälven som avvattnar avrinningsområdet har biflödesordning 2, vilket innebär att vattnet flödar genom totalt 2 vattendrag innan det når havet efter 203 kilometer. Avrinningsområdet består mestadels av skog (72 procent). Avrinningsområdet har 1,85 kvadratkilometer vattenytor vilket ger det en sjöprocent på 16,7 procent.